# Euriphene veronica
Euriphene veronica är en fjärilsart som beskrevs av Pieter Cramer 1782. Euriphene veronica ingår i släktet Euriphene och familjen praktfjärilar. Inga underarter finns listade i Catalogue of Life.

## Bildgalleri

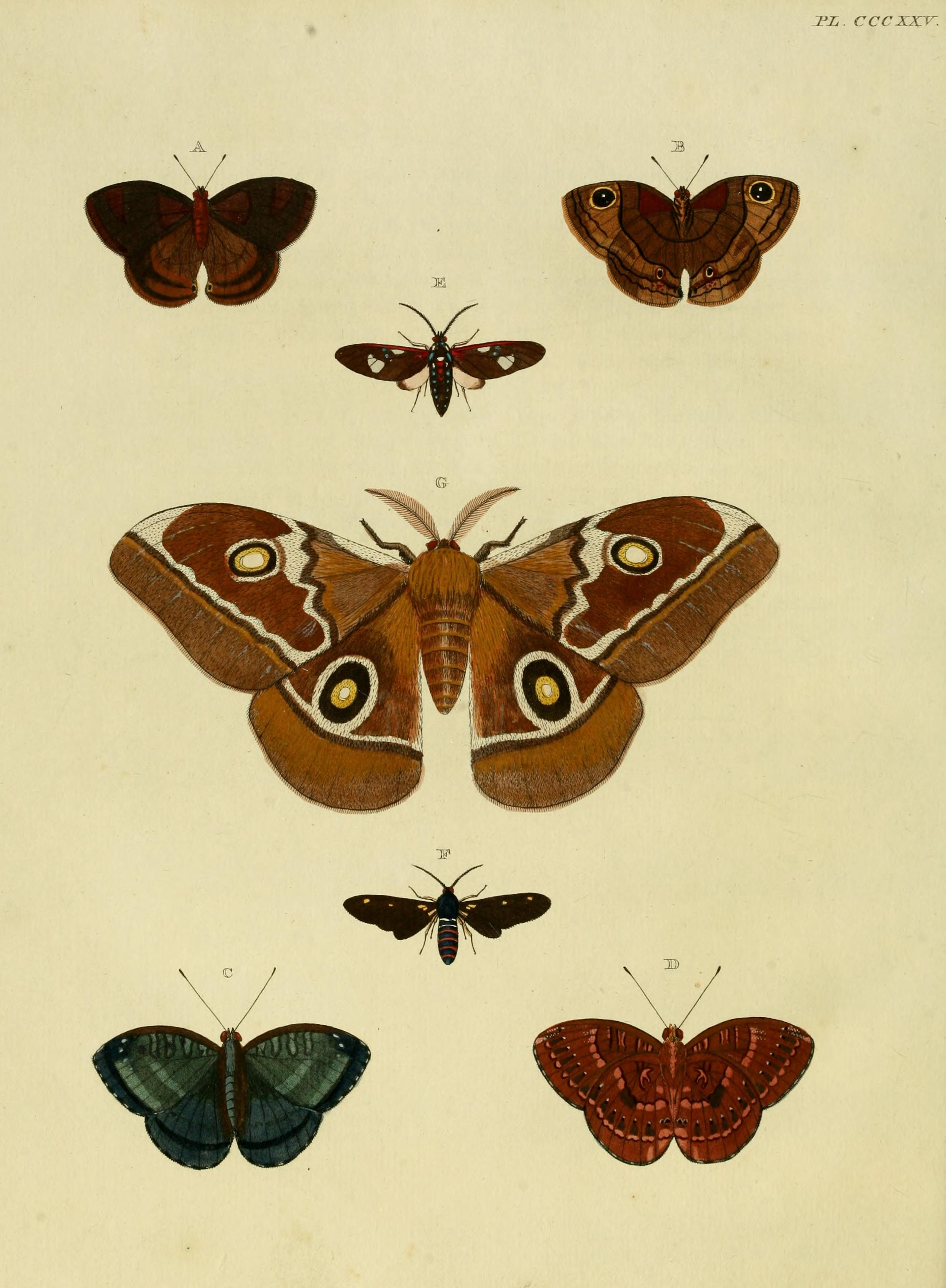